# Большерецк (шлюп, 1739)
«Большерецк» — шлюп Охотской военной флотилии России, участник Великой Северной экспедиции.

## Описание шлюпа
Парусный деревянный шлюп, построенный из берёзового леса, в связи с чем получил второе название — «берёзовка». Длина судна составляла 15,2 метра, ширина — 3,2 метра, а осадка — 1,4 метра. Помимо парусов, шлюп был оснащен 18 веслами.

## История службы
Шлюп «Большерецк» был заложен на Большерецкой верфи, и после спуска на воду в мае 1739 года, вошёл в состав отряда М. П. Шпанберга.
C мая 1739 года принимал участие в поисках гипотетической земли Хуана де Гама, а затем, не обнаружив её, вместе с отрядом ушёл к берегам Японии. К 16 (27) июня отряд достиг северо-восточного побережья острова Хонсю и продолжил движение на юг и 22 июня (3 июля) июня все суда, за исключением отбившегося во время шторма «Святого Гавриила» зашли в бухту Тасирохама у деревни Исомура. Пополнив запасы суда экспедиции покинули японский берег и взяли направление на северо-восток.
3 (14) июля 1739 года отряд подошёл к группе островов Курильской гряды. Шлюп был отправлен на один из островов для пополнения запасов пресной воды, но воды на острове обнаружено не было. Запасы удалось пополнить лишь на следующий день. К августу отряд подошёл к устью реки Большой и после небольшой стоянки отправился в Охотск. В сентябре 1740 года вместе с пакетботом «Святой Иоанн» и бригантиной «Архангел Михаил» вышли из Охотска в Большерецк, где должны были остаться на зимовку.
В 1742 году шлюп отправился во второй поход к берегам Японии. В 1744 году, по возвращении из похода, был выброшен на берег близ устья реки Большая.

## Командиры шлюпа
Командирами шлюпа «Большерецк» в разное время служили:
- Василий Эрт (1739 год)[2].
- Казин (1742—1744 годы).